# Zelotes thorelli
Zelotes thorelli este o specie de păianjeni din genul Zelotes, familia Gnaphosidae, descrisă de Simon, 1914. Conform Catalogue of Life specia Zelotes thorelli nu are subspecii cunoscute.